# The Double (film 2011)
The Double è un film del 2011 diretto da Michael Brandt. Oltre ai protagonisti Richard Gere e Topher Grace nel film figurano anche Martin Sheen, Odette Annable e Stephen Moyer.

## Trama
Washington: l'uccisione di un senatore degli Stati Uniti d'America richiama alla mente, per le sue modalità, gli omicidi compiuti da una spia sovietica conosciuta con il nome in codice di "Cassio" e di cui si erano perse le tracce, tanto che è ormai creduto morto. Per indagare, viene eccezionalmente richiamato in servizio l'ex-agente della CIA in pensione Paul Shepherdson, il quale ha impegnato gran parte della propria vita professionale dando la caccia a Cassio. A lui viene affiancato il giovane agente dell'FBI Ben Geary.
Quasi all'inizio del film si scoprirà che Paul Shepherdson è Cassio, e  che il motivo per cui è tornato ad uccidere è vendicarsi della famiglia che il KGB gli ha ucciso. Si scoprirà contemporaneamente che il giovane Ben Geary è anche lui una spia russa, infiltrata con il compito di trovare ed eliminare Cassio. Tra i due nascerà una complicità per cui, ucciso un altro agente del KGB (responsabile diretto dello sterminio della famiglia di Shepherdson), il giovane Geary lo indicherà come Cassio. Shepherdson muore ucciso dal finto Cassio, mentre Geary, seguendo il consiglio datogli da Shepherdson prima di morire, rinuncia a fuggire a Mosca e ritorna da sua moglie e dai suoi figli.

## Produzione

### Riprese
Il film è stato girato a Detroit, nel Michigan.

## Distribuzione
Il film, distribuito dalla Image Entertainment, è uscito nelle sale cinematografiche degli Stati Uniti il 28 ottobre 2011, mentre in Italia il 9 marzo 2012.